# Slavoj Žižek
Slavoj Žižek (* 21. března 1949 Lublaň) je slovinský filosof, který čerpá ze tří hlavních oblastí, kterými byl nejvíce ovlivněn – filozofie, politiky a psychoanalýzy. V každé z nich nachází největší inspiraci, právě u jediného autora: ve filozofii – G. W. F. Hegel (hegelianismus) → typ a metoda myšlení, v politice Karl Marx (marxismus) → motivace a důvod myšlení v pozadí jeho knih a v psychoanalýze Jacques Lacan → terminologie a konceptuální rámec, jehož pomocí Žižek zvládá předměty své analýzy.

## Biografie
Narodil se v Lublani ve Slovinsku, na Univerzitě v Lublani vystudoval filozofii a na Univerzitě v Paříži VIII psychoanalýzu. V roce 1990 kandidoval za Liberální demokracii Slovinska na prezidenta, nicméně neuspěl. Od roku 2005 je členem Slovinské akademie věd a umění.
Žižek často ve svých textech používá příklady z pop-kultury. Má také přínos k filmové teorii, jeho názory jsou shrnuty v rámci filmu Perverzní průvodce filmem. Je známý pro své přednášky po celém světě, kde se vyjadřuje k aktuálním sociálním a politickým problémům. V těchto přednáškách a rozhovorech se často prezentuje jako marxista a komunista. U mnoha levicově smýšlejících lidí však vzbudil kontroverze vyjádřením, že v amerických prezidentských volbách v roce 2016 by hlasoval pro republikána Donalda Trumpa namísto demokratky Hillary Clintonové.
Pro svůj nekonvenční přístup je nicméně považován za jednoho z nejobjevnějších filosofů současnosti. Časopis Foreign Policy ho v roce 2012 zařadil na seznam 100 největších světových myslitelů. Byl o něm natočen dokumentární film Žižek!
Píše o celé řadě témat: o válce v Iráku, fundamentalismu, kapitalismu, toleranci, politické korektnosti, globalizaci, subjektivitě, lidských právech, mýtech, kyberprostoru, postmodernismu, multikulturalismu, marxismu, Davidu Lynchovi, Hitchcockovi.

## Ovlivnění

### G. W. F. Hegel
Žižek se opírá a interpretuje svým osobitým způsobem hlavně Hegelovu dialektiku, kde dialektika nevede ke smíření nebo hledisku spočívajícímu na syntéze (sloučení), ale místo k tomu k uznání, jak Žižek říká: „vnitřní podmínkou každé identity je rozpor“. Míní tím, že aby idea vůbec existovala, je nutné aby byla narušena rozporností.
- Příklad:

v klasické Hegelově dialektice, kde se nám aplikuje proces tří procesů: teze, antiteze a syntéza, bychom mohli říct tezi „všechny filmy jsou dobré“, antiteze by poté zněla „Titanik skutečně není dobrý film“, kde by následovala syntéza „většina filmů je dobrých“, tato syntéza by se stala tezí a proces by se opakoval, dokud nedovršíme tzv. totality.
Žižkova syntéza by na tento konkrétní případ zněla „všechny filmy jsou dobré, protože Titanik skutečně není dobrý film“. Tato kontradikce podtrhuje pravdivost, kdyby neexistovaly špatné filmy, nevěděli bychom, co je film dobrý, protože bychom neměli nic, s čím bychom jej srovnali. Aby existovaly filmy dobré, musí existovat alespoň jeden film špatný. Výjimka, která potvrzuje pravidlo.

### Karl Marx
I když Žižek používá své interpretace Hegelovy dialektiky jako nástroje na vysvětlení fungování ideologie, skutečným důvodem proč píše, je Marxova kritika kapitalismu. Na svou práci pohlíží díky němu jako na příspěvek k onomu souboru kritiky, která se pokouší změnit způsob, jímž chápeme svět. Žižek prohlásil, že jsme byli úspěšně včleněni do kapitalistické ideologie či do systému myšlení, který stmeluje či spojuje „nadstavbu“ a vede nás k tomu, že se domníváme, že je to přirozený způsob řízení společnosti. Mnoho marxistů poté tvrdí, že toto je náš horizont myšlení a nejsme schopní přemýšlet nad alternativním způsobem uskupením společnosti, stejně jako slepota představuje hranici vidění. 

### Jacques Lacan
Žižek je nechvalně známý svou inspirací a ovlivněním Jacquesem Lacanem, kde čerpá především z jeho až kontroverzím přepracováním psychoanalýzy psychologa Sigmunda Freuda, které rozdělil na „tři řády“ (Imaginární, Symbolický a Reálný), kterými může být vysvětleno veškeré duševní fungování. Žižkovi Lacan poskytuje teoretický rámec a terminologii pro jeho analýzy, zvláště důležité jsou pro něho řády Symbolična a Reálna, kde na styčnou plochu těchto dvou řádů umisťuje „subjekt“.

## Základní myšlenky
Slavoj Žižek představuje svou teorii jako rehabilitaci karteziánského subjektu, ale ne subjektu založeného na průhledném vědomí sebe sama, nýbrž na jeho temném dvojníku, o něhož se „čisté sebevědomí“ opírá.
Na začátku své kariéry Žižek tvrdil, že teoretický prostor je utvářen třemi těžišti: hegelovskou dialektikou, lacanskou psychoanalytickou teorií a současnou kritikou ideologie. Přičemž za základní prvek označil teorii Jacquese Lacana.

### Subjekt
Je jedním z Žižkových hlavních příspěvků ke kritické teorii. Přímočaře by se dal subjekt definovat jako odstranění všech našich rozlišujících znaků, všechny naše specifické potřeby, zájmy a přesvědčení, pak to, co zbývá, je subjekt.

Subjekt je forma našeho vědomí, protikladná obsahům této formy, které jsou individuální a specifické právě pro nás. Žižek prohlašuje, že subjekt např. není nikdo jiný než občan demokracie. Demokracie se totiž neskládá z jednotlivých individui.
„demokracie“ je ve svém základě „antihumanistická“, není „ušita na míru (konkrétním, skutečným) lidem“, ale na míru formální, bezcitné abstrakci. V pojmu demokracie samém není místo pro plnost konkrétního lidského obsahu, pro opravdovost společenských vztahů: demokracie je formální spojení dvou abstraktních individui.
Demokracie nebere zřetel na rasu, pohlaví, sexualitu, náboženství či bohatství. Jediné, co ji zajímá, je odstranění jakýchkoliv diferenčních rysů občana, který si je jen potom se všemi rovný a stejný jako všichni ostatní občané. Subjekt je tedy pro Žižka součástí světa, která se od světa oddělila a je místem, z něhož může svět být nyní viděn.

#### Od subjektu k subjektivizaci
Místo, kde je subjekt externalizován, je Slovo – Slovo, které ohlašuje počátek:
Jak slovo vybíjí napětí rotačního pohybu jak, přesně řečeno, prostředkuje antagonismus mezi kontrakční a expanzní silou? Slovo je kontrakcí v rouše svého přímého protikladu, v rouše expanze – to znamená, že když subjekt vyslovuje nějaké slovo, kontrahuje svoje bytí vně sebe; „koaguluje“ podstatu své bytosti v nějaký vnější znak. Ve (verbálním) znaku se takříkajíc ocitám vně sama sebe, kladu svoji jednotu vně sama sebe, do signifikantu, který mě reprezentuje.

### Cogito
Úvod k Žižkově knize Nepolapitelný subjekt začíná tvrzením, že „západním akademickým světem obchází strašidlo… strašidlo karteziánského subjektu“  Tvrdí, že novodobí marxisté, kognitivní scientisté, feministé, hlubinní ekologové a dekonstrukcionisté se snaží o jeho vymýcení ze současného myšlení.

Metoda karteziánského pochybování nám podle Žižka umožňuje pronikavé nahlédnutí do toho, jak se z bytostí vnořených do přírody (či objektivity) měníme v bytosti podepřené kulturou (či subjektivitou). Na otázku, jak je možné, že v jednom okamžiku jsme pouhou součástí přírody a v dalším okamžiku mluvícími bytostmi schopnými zaujmout vůči zbytku světa subjektivní názor, Žižek odpovídá tzv. „stažením do sebe“, kde tuto mezeru mezi subjektivitou a objektivitou vysvětluje tím, že pokud ukončíme veškerý kontakt s okolním světem a stáhneme se jen do sebe, jediné, co nám zbude, je cogito. A právě do tohoto okamžiku Žižek situuje přechod od přírody ke kultuře.
Tato noc, nitro přírody, jež tu – čisté já – existuje ve fantastických představách, je nocí všude kolem něho, v níž tu před ním náhle vyskočí zakrvácená hlava – tam zas jiné bílé přízračné zjevení, a právě tak rychle zmizí. Tuto noc zahlédneme, když se podíváme lidem do očí – do noci, která se stává děsivou.

### Dezintegrace velkého Druhého
Velkým „D“ u Druhého je Žižkem reprezentována konexe k symbolickému řádu, anebo k jinému subjektu, pokud je reprezentován v Symboličnu.
- Příklad:

Instituce je součástí Symbolického řádu, a proto Druhý. Stejně tak je Druhý policista, protože reprezentuje tuto instituci zákona.
Žižek zde popisuje náš podíl na idealizaci (Symbolična) na úkor hrubého faktu Reálna. Velký Druhý je totiž jakýmsi klamem nebo lží, na který všichni individuálně přistupujeme. Zároveň tvrdí, že zde dochází k zániku něčeho, co nazývá „Symboličná účinnost“ – která označuje to, že má-li se nějaký fakt stát pravdivým, nestačí, když o něm víme mi sami, musí o něm vědět i velký Druhý.
- Příklad:

Byl blázen, co si myslel, že je obilným zrnkem, poté, co byl vyléčen a vyslán domů se vrací k doktorovi a hlasitě naříká, že právě potkal kuře, které ho mohlo zobnout. Podrážděný lékař na něho křikne, že je přece člověk a ne obilné zrnko, načež mu muž odpoví: „ Ano, já to vím ale ví to ta slepice?“
Jinými slovy, onen muž je stále obilným zrnkem dokud není jeho status člověka verifikován velkým Druhým. Stejně tak jako každý člověk není básníkem, dokud jeho básně nejsou publikovány nebo nejrychlejším běžcem, dokud to nebude ověřeno zavedenými atletickými dovednostmi.
Jde zde o to, že i když budu přesně stejnou osobou se stejnými dovednostmi, nestane se fakt, že jsem básník nebo nejrychlejší běžec, dokud to nebude zaregistrováno velkým Druhým Symbolické instituce.

## Kritika a kontroverze

### Nekonzistentnost a nejednoznačnost
Žižkovy filozofické a politické postoje nejsou vždy jasně srozumitelné a jeho práci je vytýkáno, že nezaujal konzistentní postoj. I když tvrdil, že stojí za revolučním marxistickým projektem, jeho nedostatek vize ohledně možných okolností, které by mohly vést k úspěšné revoluci, činí tento projekt nejasným z čeho sestává. Podle Johna Graye a Johna Holba jeho teoretická argumentace často postrádá zakotvení v historických faktech, což ho činí více provokativním než vnímavým.
Britský politický filozof John Gray ve velmi negativní recenzi na Žižkovu knihu Less Than Nothing napadl Žižka kvůli jeho oslavám násilí, neschopnosti založit své teorie na historických faktech a jeho „beztvarému radikalismu“, který podle Graye vyznává být komunistou, ale postrádá přesvědčení, že by komunismus mohl být někdy úspěšně realizován. Gray došel k závěru, že Žižkovo dílo, i když je zábavné, je intelektuálně bezcenné: „Dosažení klamné podstaty nekonečným opakováním v podstatě prázdné vize, Žižkovo dílo je nakonec méně než nic.“
Žižkovo odmítnutí prezentovat alternativní vizi vedlo kritiky k obvinění z používání neudržitelných marxistických kategorií analýzy a chápání třídy v 19. století. Například Ernesto Laclau tvrdil, že „Žižek používá třídu jako jakýsi deus ex machina, aby hrál roli hodného chlapa proti multikulturním ďáblům.“
Žižek ve své knize Living in the End Times naznačuje, že kritika jeho postojů je sama o sobě nejednoznačná a mnohostranná:
„...jsem napadán za to, že jsem antisemita a že šířím sionistické lži, že jsem skrytý slovinský nacionalista a nevlastenecký zrádce svého národa, že jsem kryptostalinista bránící teror a že šířím buržoazní lži o komunismu... tak možná , jen možná jsem na správné cestě, cestě věrnosti ke svobodě.“

### Transgender problémy
Žižek publikoval několik článků týkajících se transgenderových otázek, které se ukázaly být kontroverzními a vedly k obviněním z transfobie.
V roce 2016 publikoval v The Philosophical Salon článek nazvaný „The Sexual Is Political“, kde jsou transgenderové otázky hlavním tématem. Žižek tvrdí, že z rozpadu vazeb mezi biologií a identitou implicitních v „transgenderismu“ je logickým závěrem postgenderistické vize úplné sexuální fluidity. Tvrdí však, že transgender subjekty ve skutečnosti nevykazují tak „hrdinskou lhostejnost“ k genderovým rolím; místo toho hledají stabilní místo (například k přístupu na záchody). Vychází z teorie sexuální odlišnosti Jacquese Lacana a tvrdí, že taková stabilní identifikace je nemožná, protože v každé sexuální identitě existuje zásadní antagonismus: to platí pro cisgender subjekty i transgender subjekty. Proto podporuje koupelnu „General Gender“ – (Záchody pro všechny), které vyhovují tomuto nezbytnému nedokončení každé sexuální interpelace.
Žižek svůj článek obhajoval ve dvou navazujících dílech. První se zabývá údajnými mylnými výklady jeho postoje, zatímco druhý je trvalejší obhajobou (proti Miellovi) aplikace Lacanovské teorie v článku, na kterou Miell obratem odpověděl. Douglas Lain také Žižka hájil a tvrdil, že pokud vezmeme jeho komentáře v kontextu, je jasné, že „není proti boji LGBTQ+ lidí“, ale místo toho kritizuje „falešnou liberální ideologii, která stanovila podmínky boj LGBTQ“, „určitá utopická postmoderní ideologie, která se snaží odstranit všechny limity, odstranit všechny binární soubory, jít nad rámec norem, protože zavedení limitu je patriarchální a regresivní“.
V roce 2019 Žižek publikoval v The Spectator článek s názvem „Transgender dogma je naivní a neslučitelné s Freudem“, které mimo jiné pojednává i o transgender otázkách. Tam tvrdil, že existuje „napětí v LGBTQ+ ideologii mezi sociálním konstruktivismem a (nějakým druhem biologického) determinismu“, kde na jedné straně s myšlenkou, že gender je sociální konstrukt, a na druhé straně s myšlenkou, že gender transgender lidí je základní vlastností, která předchází socializaci. Esej Žižek uzavírá „freudovským řešením“ této patové situace:
...psychická sexuální identita je volba, nikoli biologická skutečnost, ale není to vědomá volba, kterou může subjekt hravě opakovat a transformovat. Jde o nevědomou volbu, která předchází subjektivní konstituci a která jako taková subjektivitu utváří, což znamená, že změna této volby s sebou nese radikální proměnu nositele volby.

## Dílo

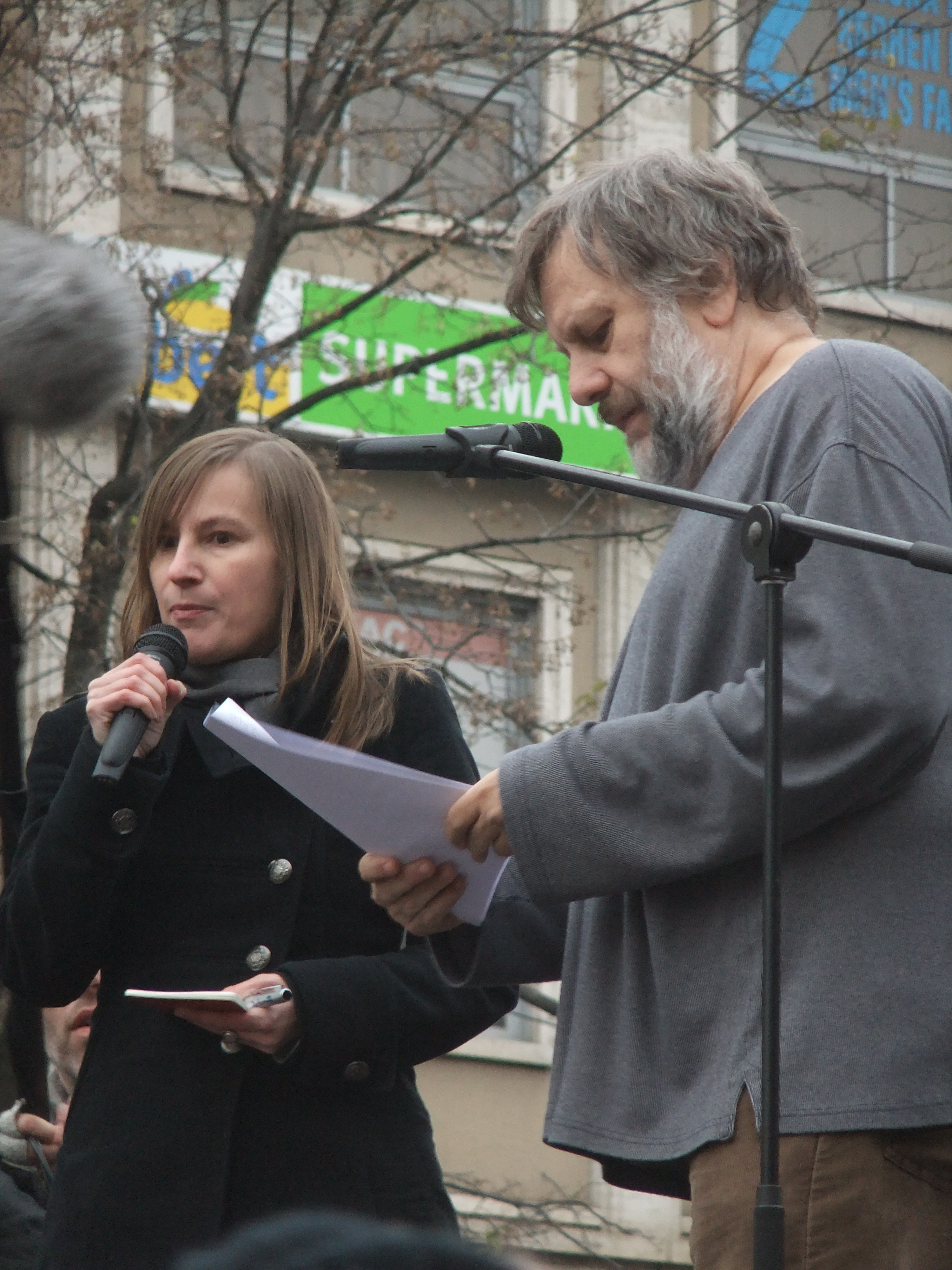
Iniciativa ProAlt pozvala Slavoje Žižka, aby řečnil na protivládní demonstraci na Václavském náměstí v Praze 17. listopadu 2011.

### Knihy
Slavoj Žižek je autorem celé řady knih psaných převážně anglicky. V češtině byly vydány následující knihy:
- 2014 Požadujme nemožné (Demanding the Impossible), Nakladatel: Broken Books, 2014
- 2013 Násilí (Violence - Six Sideways Reflections), Nakladatel: Rybka Publishers, 2013
- 2011 Jednou jako tragédie, podruhé jako fraška (Socialismus selhal, kapitalismus krachuje. Co bude následovat?) Nakladatel: Rybka Publishers, 2011
- 2009 Podkova nade dveřmi (Sbírka veřejných vystoupení) Nakladatel: Akademie výtvarných umění, 2009
- 2007 Nepolapitelný subjekt. Chybějící střed politické ontologie (The Ticklish Subject. The Absent Centre of Political Ontology), Nakladatel: Luboš MAREK – 3K, 2007
- 2007 Mluvil tu někdo o totalitarismu? (Did Somebody Say Totalitarianism?) The Ticklish Subject. The Absent Centre of Political Ontology), Nakladatel: Tranzit.cz, 2007

### Dokumenty a filmy
- 2012 Perverzní průvodce ideologií
- 2010 Český mír
- 2008 Examined Life
- 2007 Possibility of Hope, The (video film)
- 2006 Perverzní průvodce filmem
- 2005 Žižek!
- 2004 Slavoj Žižek: The Reality of the Virtual
- 2003 Love Without Mercy: Slavoj Zizek (video film)
- 2002 Fantastické obrazy - Exkurze do světa videoklipů (televizní seriál)
- 1996 Prerokbe Ognja
- 1993 Laibach: a Film from Slovenia (televizní film)

Zdroj: 